# Виборчий округ 60
Виборчий округ 60 — виборчий округ в Донецькій області, частина якого внаслідок збройної агресії на сході України тимчасово перебуває під контролем терористичного угруповання «Донецька народна республіка», а тому вибори в цій частині не проводяться. В сучасному вигляді був утворений 28 квітня 2012 постановою ЦВК №82 (до цього моменту існувала інша система виборчих округів). Окружна виборча комісія цього округу розташовується в будинку дитячої та юнацької творчості за адресою м. Волноваха, вул. Героїв 51 ОМБР, 5.
До складу округу входять Бойківський, Волноваський, Мангушський, Нікольський і Новоазовський райони та частина Лівобережного району (мікрорайони Піонерське, Приморське та Виноградне) міста Маріуполь. Виборчий округ 60 обмежений узбережжям Азовського моря і межує з округами 57 і 58 (місто Маріуполь) на півдні, межує з округом 78 на заході, з округом 59 на північному заході, з округом 43 і округом 44 на півночі, з округом 61 на північному сході та обмежений державним кордоном з Росією на сході. Виборчий округ №60 складається з виборчих дільниць під номерами 140137-140216, 140218, 140366-140392, 140412-140432, 140504-140510, 140512-140516, 140518-140535 та 140537.

## Народні депутати від округу
| Ім'я                           | Фото | Партія               | Скликання | Дата набуття повноважень | Дата припинення повноважень |
| ------------------------------ | ---- | -------------------- | --------- | ------------------------ | --------------------------- |
| Риженков Олександр Миколайович |      | Партія регіонів      | 7-ме      | 12 грудня 2012           | 27 листопада 2014           |
| Лубінець Дмитро Валерійович    |      | Блок Петра Порошенка | 8-ме      | 27 листопада 2014        | 29 серпня 2019              |
| Лубінець Дмитро Валерійович    |      | самовисуванець       | 9-те      | 29 серпня 2019           | 1 липня 2022                |

## Результати виборів

### Парламентські

#### 2019
Кандидати-мажоритарники:
- Лубінець Дмитро Валерійович (самовисування)
- Марчевський Артем Павлович (Опозиційна платформа — За життя)
- Безуглий Олександр Миколайович (Слуга народу)
- Федай Андрій Олександрович (Опозиційний блок)
- Рогаченко Богдан Сергійович (самовисування)
- Казинян Руслан Георгієвич (Батьківщина)
- Юзвінкевич Микола Вілійович (Громадсько-політична платформа Надії Савченко)
- Весьолкіна Аліса Олексіївна (самовисування)
- Іванова-Ємельяненко Наталія Григоріївна (самовисування)
- Білозерцев Іван Іванович (самовисування)
- Поляков Анатолій Григорович (Європейська Солідарність)
- Шиман Олександр Леонідович (самовисування)
- Щербань Руслан Євгенійович (самовисування)

#### 2014
Кандидати-мажоритарники:
- Лубінець Дмитро Валерійович (Блок Петра Порошенка)
- Риженков Олександр Миколайович (самовисування)
- Волонець Дмитро Федорович (самовисування)
- Бевзенко Валерій Федорович (самовисування)
- Лаппа Олександр Володимирович (Сильна Україна)
- Мольгун Олександр Васильович (Радикальна партія)
- Коровін Сергій Геннадійович (Народний фронт)
- Поплавський Олег Петрович (самовисування)
- Дориченко Денис Юрійович (Свобода)
- Обідченко Сергій Олександрович (Батьківщина)
- Рибачук Костянтин Володимирович (самовисування)
- Білозір Ярослав Романович (самовисування)
- Щебетун Катерина Іванівна (самовисування)
- Буглак Олександр Іванович (самовисування)
- Кузьмін-Караваєв Олексій Віталійович (самовисування)
- Ущапівський Дмитро Володимирович (самовисування)

#### 2012
Кандидати-мажоритарники:
- Риженков Олександр Миколайович (Партія регіонів)
- Філіндаш Сергій Миколайович (Комуністична партія України)
- Коваленко Василь Васильович (Батьківщина)
- Міщенко Ігор Іванович (Україна — Вперед!)
- Ясько Геннадій Геннадійович (УДАР)
- Раковський Олександр Степанович (Народна партія)
- Герасимчук Анатолій Андрійович (Наша Україна)

## Явка
Явка виборців на окрузі: